# 斎藤陸
斎藤 陸（さいとう りく、1990年〈平成2年〉12月18日 - ）は、日本の俳優。
17歳より芝居を学び始め、18歳で舞台デビュー。
株式会社グリーンランドを経て2021年から合同会社ハイエンド、
2025年より個人事務所LAND productionsで活動し、テレビ、CM、映画と活躍。

## 経歴
本名同じ。北海道出身。身長170 cm、体重56 kg。
2014年に10万円のみ握りしめ単身渡米、2018年までの3年半アメリカ合衆国へ留学、ハーレーダビッドソンで合計12000kmにも及ぶアメリカ大陸横断経験も持つ。
ニューヨーク留学中に企画・製作・主演した短編映画「レッドローズクロニクル」はニューヨークの映画賞を2つ受賞した。

## 出演

### ドラマ
- 降り積もれ孤独な死よ 第2話（2024年7月14日、読売テレビ・日本テレビ系） - 刑事 役[3]
- プライベートバンカー 第3話（2025年1月23日、テレビ朝日） - 通訳 役[4]
- 彼女がそれも愛と呼ぶなら 最終話（2025年6月6日、読売テレビ・日本テレビ） - 生瀬 役[5]